# Лі Ю Пі
Лі Ю Пі (кор. 이유비, 李侑菲, I Yu-bi, ім'я при народжені Ім Юджін, кор. 임유진, 任侑珍, Im Yu-jin; нар. 22 листопада 1990, Сеул, Республіка Корея) — південнокорейська акторка.

## Біографія
Ім Ю Пі народилася 22 листопада 1990 року в столиці Республіки Корея місті Сеул. Вона старша дитина в родині, її матір Кьон Мі Рі та молодша сестра Лі Да Ін також акторки. Перед початком акторської кар'єри вона взяла сценічне ім'я Лі Ю Пі. Свою акторську кар'єру вона розпочала у 2011 році з виконання другорядної ролі в телесеріалі. Зростання популярності акторки пов'язане з ролями в популярних серіалах «Хороший хлопець» та «Книга сім'ї Ку», ці ролі принесли Ю Пі перші нагороди. У 2014 році стала співведучою популярної музичної програми Inkigayo, але у листопаді того ж року відмовилася від подальшої участі щоб зосередитися на зйомках у «Піноккіо». У 2018 році зіграла одну з головних ролей у медичному серіалі «Поема на день».

## Фільмографія

### Телевізійні серіали
| Рік  | Назва                      | Роль                     | Мережа |
| ---- | -------------------------- | ------------------------ | ------ |
| 2011 | «Ідол - вампір»            | Ю Пі                     | MBN    |
| 2012 | «Хороший хлопець»          | Кан Чо Ко                | KBS2   |
| 2013 | «Книга сім'ї Ку»           | Пак Чхун Чжо             | MBC    |
| 2014 | «Піноккіо»                 | Юн Ю Ре                  | SBS    |
| 2015 | «Школяр який ходить вночі» | Чо Ян Сун                | MBC    |
| 2016 | «Нестримно закохані»       | Лі Ю Пі (камео, 4 серія) | KBS2   |
| 2017 | «Якось у 18» (Вебдрама)    | Хан На Бі                | JTBC   |
| 2018 | «Поема на день»            | Ву Бо Йон                | tvN    |
| 2021 | «Чосонський екзорцист»     | О Рі                     | SBS    |
| 2021 | «Пентхаус» (3 сезон)       | камео                    | SBS    |
| 2021 | «Клітини Ю Мі» (1 сезон)   | Рубі                     | tvN    |
| 2023 | «Втеча сімох»              | На Мо Не                 | SBS    |

### Фільми
| Рік  | Назва                  | Роль                      |
| ---- | ---------------------- | ------------------------- |
| 2014 | «Королівський кравець» | королівська наложниця Суї |
| 2015 | «Двадцять»             | Со Хї                     |
| 2018 | «Найкращий друг»       | Лі Ин Чжін                |

### Шоу
| Назва                   | Мережа | Дата                          | Примітки                                       | Посилання |
| ----------------------- | ------ | ----------------------------- | ---------------------------------------------- | --------- |
| Inkigayo                | SBS    | 2 лютого — 9 листопада 2014   | ведуча разом з Сухо, Бекхьоном та Хван Кван Хї | [ 3 ]     |
| «Справжній чоловік 300» | MBC    | 21 вересня — 2 листопада 2018 |                                                |           |

### Кліпи
- Reminisce (Ха Гак[en], 2013 рік)
- No More (BEAST, 2014 рік)
- Bad Habits (Шон[en] ,2019)

## Нагороди
| Рік  | Нагорода                          | Категорія                                             | Робота                             | Результат | Прим. |
| ---- | --------------------------------- | ----------------------------------------------------- | ---------------------------------- | --------- | ----- |
| 2012 | 26-та Премія KBS драма            | Краща нова акторка                                    | «Хороший хлопець»                  | Номінація |       |
| 2013 | 49-та Премія Пексан               | Краща нова акторка телебачення                        | «Хороший хлопець»                  | Номінація |       |
| 2013 | 7-а Премія Mnet 20's Choice       | 20-ка бурхливо розвивающіхся зірок (жінки)            | «Книга сім'ї Ку» «Хороший хлопець» | Перемога  |       |
| 2013 | 2-га Премія «Зірок МААТР»         | Краща нова акторка                                    | «Книга сім'ї Ку»                   | Перемога  | [ 4 ] |
| 2013 | 32-га Премія MBC драма            | Краща нова акторка                                    | «Книга сім'ї Ку»                   | Номінація |       |
| 2014 | 2-га Телепремія Азійська веселка  | Краща акторка другого плану                           | «Книга сім'ї Ку»                   | Номінація |       |
| 2014 | 22-га Премія SBS драма            | Нова зірка                                            | «Піноккіо»                         | Перемога  |       |
| 2015 | 52-га Премія Великий дзвін        | Нагорода за популярність                              | «Двадцять»                         | Номінація |       |
| 2015 | 36-та Кінопремія Блакитний дракон | Краща нова акторка                                    | «Двадцять»                         | Номінація |       |
| 2015 | 34-та Премія MBC драма            | Нагорода за високу майстерність (акторки мінісеріалу) | «Школяр який ходить вночі»         | Номінація |       |
| 2015 | 34-та Премія MBC драма            | Краща нова акторка у мінісеріалі                      | «Школяр який ходить вночі»         | Перемога  | [ 5 ] |
| 2018 | Премія розваг MBC                 | Нагорода новачку (категорія вар'єте)                  | «Справжній чоловік 300»            | Номінація |       |
| 2021 | Премія азійська модель            | Популярна зірка                                       | «Клітини Ю Мі»                     | Перемога  |       |